# Gare de Boutcha
La gare de Boutcha (en ukrainien : Буча (станція)), est une gare ferroviaire à Boutcha en Ukraine.

## Situation ferroviaire
Elle est exploitée par le réseau Pivdenno-Zakhidna zaliznytsia.

## Histoire
Elle est construite en même temps que la ligne Kiev-Komel décidée en 1899.